# AT&T Corporate Center
Het AT&T Corporate Center is een wolkenkrabber van 270m hoog (307m met antennes) met 60 verdiepingen, en is daarmee de op drie na grootste wolkenkrabber in Chicago, en anno 2005 het op zeven na grootste gebouw van de Verenigde Staten. De constructie werd ontworpen door Adrian D. Smith, FAIA, RIBA Design Partner van Skidmore, Owings and Merrill, en werd in 1989 afgewerkt. Het gebouw staat naast de Willis Tower.
De dwarsoppervlakte van het gebouw is gedurende de hoogte niet constant: op de 15e, 30e en 45e vloer springt de muur wat in.
Willis Tower · Trump International Hotel and Tower · Aon Center · John Hancock Center · AT&T Corporate Center · Two Prudential Plaza · 311 South Wacker Drive · Aqua · 900 North Michigan · Water Tower Place · Chase Tower · Park Tower · The Legacy at Millennium Park · 300 North LaSalle · Three First National Plaza · Chicago Title and Trust Center · One Museum Park · Olympia Centre · 330 North Wabash · 111 South Wacker · 181 West Madison · Hyatt Center · One Magnificent Mile · 340 on the Park · 77 West Wacker Drive · UBS Tower · Richard J. Daley Center · 55 East Erie · Lake Point Tower · River East Center · Grand Plaza I · Leo Burnett Building · The Heritage at Millennium Park · NBC Tower · Millennium Centre · Chicago Place · Chicago Board of Trade Building · One Prudential Plaza · CNA Center · Heller International Building · Madison Plaza · 1000 Lake Shore Plaza